# Daniel Mesotitsch
Daniel Mesotitsch, född den 22 maj 1976 är en österrikisk skidskytt som tävlat i världscupen sedan 2000. 
Mesotitsch har deltagit i tre olympiska spel, 2002 i Salt Lake City, 2006 i Turin och 2010 i Vancouver. 2010 tog han silver i stafett (4 x 7,5 km). I världsmästerskap är hans bästa individuella placeringar två tolfte platser från VM 2003 respektive 2007, båda i distans. Som en del av österrikiska stafettlag har han två VM-medaljer, ett brons från VM 2005 och ett silver från VM 2009.
I världscupen har han tre segrar individuellt.

## Världscupsegrar
| Datum            | Plats      | Land      | Disciplin |
| ---------------- | ---------- | --------- | --------- |
| 15 december 2001 | Pokljuka   | Slovenien | Stafett   |
| 24 januari 2002  | Anterselva | Italien   | Distans   |
| 21 december 2008 | Hochfilzen | Österrike | Stafett   |
| 8 januari 2009   | Oberhof    | Tyskland  | Stafett   |
| 13 december 2009 | Hochfilzen | Österrike | Stafett   |
| 24 januari 2010  | Anterselva | Italien   | Jaktstart |
| 16 december 2010 | Pokljuka   | Slovenien | Distans   |